# Butia leptospatha
La palmera butiacito mirim (Butia leptospatha) es una especie del género Butia de la familia de las palmeras (Arecaceae). Habita en el centro-este de Sudamérica.

## Taxonomía
Esta especie fue descrita originalmente en el año 1940 por el botánico alemán Karl Ewald Maximilian Burret bajo el nombre científico de Syagrus leptospatha. Había sido descubierta en 1936, y recién pudo encontrarse nuevos ejemplares en 1994 (58 años después), en la localidad de [[Pedro Juan
Caballero]], Paraguay. De allí que en el año 1987 Glassman  indicó que la especie estaba: "...probablemente extinta." La mayor parte de los lugares donde habitaba fueron reconvertidos a campos agrícolas con cultivos de soja, producción que amenaza a los pocos ejemplares remanentes.
Fue recombinada por el botánico estadounidense Larry Ronald Noblick en el año 2006.
Localidad y ejemplar tipo
La localidad tipo es: Brasil: Mato Grosso, Boliche Seco, Campo Grande. El ejemplar tipo fue colectado por Archer y Gehrt el 6 de septiembre de 1936.

## Distribución y hábitat
Esta palmera se distribuye en el norte de la región oriental del Paraguay, en el departamento de Amambay, y en el centro-sur del Brasil, en la región de Campo Grande y Punta Porá Mato Grosso del Sur. 
Butia leptospatha es un endemismo de la provincia fitogeográfica del cerrado, en donde habita en suelos rojos (latéricos) no estructurados.